# Cătina (Buzău)
Cătina é uma comuna romena localizada no distrito de Buzău, na região de Valáquia. A comuna possui uma área de 37.96 km² e sua população era de 2582 habitantes segundo o censo de 2007.